# Sirianochori
Sirianochori (gr. Συριανοχώρι, tur. Yayla) – wieś na Cyprze, w dystrykcie Nikozja.